# 비튼 그루비
《비튼 그루비》(Beat'n Groovy, 일본어: ビートン グルービー 비톤 그루비[*])는 코나미 엔터테인먼트가 발매한 엑스박스 360의 Xbox Live 아케이드 대응 소프트로 장르는 리듬게임. 전 세계를 대상으로 2008년 10월 8일에 발매했다. 가격은 800 마이크로소프트 포인트.
비마니 시리즈 pop'n music을 베이스로 한 작품으로 수록곡도 팝픈 뮤직의 곡이 수록되어 있지만 캐릭터 등 차이점이 있다.